# Коломоєць Надія Семенівна
Надія Семенівна Коломоєць (нар. 8 січня 1925, тепер Кам'янсько-Дніпровського району Запорізької області) — українська радянська і профспілкова діячка, 1-й секретар Михайлівського райкому КПУ Запорізької області, секретар Чернівецького обкому КПУ. Член ЦК КПУ у вересні 1961 — березні 1971 р. Кандидат у члени ЦК КПУ в березні 1971 — лютому 1976 р.

## Біографія
Народилася в родині службовця та вчительки. Закінчила школу. У роки німецько-радянської війни разом із Запорізьким авіаційним заводом була евакуйована до міста Омська, де працювала і навчалася у технікумі.
У 1943 році разом із родиною повернулася у місто Запоріжжя. Брала участь у відновленні заводу «Запоріжсталь», Дніпрогесу, машинобудівного інституту, в якому навчалася. Здобувши диплом інженера-конструктора, працювала на Запорізькому заводі імені Войкова технологом, була секретарем заводської районної комсомольської організації.
Член КПРС з 1952 року.
За закликом «Інженерів — на село» разом із чоловіком поїхала працювати у Пологівську машинно-тракторну станцію Запорізької області.
У вересні 1955 — грудні 1959 року — 2-й секретар Пологівського районного комітету КПУ Запорізької області.
У грудні 1959 — 1962 року — 1-й секретар Михайлівського районного комітету КПУ Запорізької області. У 1962 — січні 1965 року — секретар партійного комітету КПУ Михайлівського територіального виробничого колгоспно-радгоспного управління Запорізької області. У січні 1965 — лютому 1970 року — 1-й секретар Михайлівського районного комітету КПУ Запорізької області.
У 1970—1975 роках — секретар Чернівецького обласного комітету КПУ з питань сільського господарства.
З 1975 року — голова Українського республіканського комітету профспілки працівників лісової, деревообробної і паперової промисловості.
Потім — пенсіонер союзного значення у місті Києві.

## Нагороди
- орден Леніна
- орден Жовтневої Революції
- орден «Знак Пошани»
- медаль «За доблесну працю»
- Почесна Грамота Президії Верховної Ради Української РСР (7.01.1975)